# Pabellón de Canadá en la Bienal de Venecia
El Pabellón de Canadá en la Bienal de Venecia es un espacio artístico ubicado en la ciudad de Venecia con motivo de la Bienal de Venecia. El Pabellón de Canadá en la Bienal de Venecia fue diseñado por las los arquitectos italianos BBPR y construido entre los años 1956 y 1957. La arquitectura del Pabellón resulta innovadora y diferente a los pabellones colindantes.
Canadá ha participado en la Bienal de Venecia desde el año 1952. A partir del 2010 La National Gallery de Canadá firma un documento de colaboración y se encarga de la selección de artistas canadienses en Venecia.

## Expositores
- 1952 — Emily Carr, David Milne, Goodridge Roberts y Alfred Pellan
- 1954 — B C Binning, Paul-Émile Borduas y Jean-Paul Riopelle
- 1956 — Jack Shadbolt, Louis Archambault y Harold Town
- 1958 — James Wilson Morrice, Jacques de Tonnancour, Anne Kahane y Jack Nichols
- 1960 — Edmund Alleyn, Graham Coughtry, Jean Paul Lemieux, Frances Loring y Albert Dumouchel
- 1962 — Jean-Paul Riopelle
- 1964 — Harold Town, Elza Mayhew
- 1966 — Alex Colville, Yves Gaucher, Sorel Etrog
- 1968 — Ulysse Comtois, Guido Molinari
- 1970 — Michael Snow
- 1972 — Gershon Iskowitz, Walter Redinger
- 1976 — Greg Curnoe
- 1978 — Ron Martin, Henry Saxe
- 1980 — Collin Campbell, Pierre Falardeau y Julien Poulin, General Idea, Tom Sherman y Lisa Steele
- 1982 — Paterson Ewen
- 1984 — Ian Carr-Harris, Liz Magor
- 1986 — Melvin Charney, Krzysztof Wodiczko
- 1988 — Roland Brener, Michel Goulet
- 1990 — Geneviève Cadieux
- 1993 — Robin Collyer
- 1995 — Edward Poitras
- 1997 — Rodney Graham (Comisariado: Loretta Yarlow)
- 1999 — Tom Dean
- 2001 — Janet Cardiff & George Bures Miller (Comisariado: Wayne Baerwaldt)
- 2003 — Jana Sterbak (Comisariado: Gilles Godmer)
- 2005 — Rebecca Belmore (Comisariado: Scott Watson)
- 2007 — David Altmejd (Comisariado: Louise Déry)
- 2009 — Mark Lewis (Comisariado: Barbara Fischer)
- 2011 — Steven Shearer (Comisariado: Josée Drouin-Brisebois)
- 2013 — Shary Boyle[6] (Comisariado: Josée Drouin-Brisebois)
- 2015 — BGL (Comisariado: Marie Fraser)
- 2017 — Geoffrey Farmer (Comisariado: Kitty Scott)
- 2019 — Isuma